# Dierentuinenbesluit
Het Dierentuinenbesluit, oftewel het besluit van 19 april 2002, houdende eisen aan het houden, huisvesten, verzorgen en tonen van wilde dieren in dierentuinen, is de Nederlandse implementatie van de Europese Dierentuinrichtlijn (richtlijn nr. 1999/22/EG van de Raad van de Europese Unie van 29 maart 1999 betreffende het houden van wilde dieren in dierentuinen). Het besluit is per 1 juli 2014 vervallen.
Deze Europese richtlijn en het Nederlandse Dierentuinenbesluit hebben tot doel de bescherming van wilde dieren en de instandhouding van de biodiversiteit. Daartoe dienen de Europese lidstaten dierentuinen te verplichten om over een dierentuinvergunning te beschikken en vervolgens de dierentuinen regelmatig te inspecteren op naleving van de voorwaarden waaronder de vergunning is afgegeven. De voorwaarden waaraan voldaan dient te worden zijn vastgelegd in de Dierentuinrichtlijn en in het Dierentuinenbesluit.
Om niet te veel instellingen als dierentuin te moeten categoriseren is de richtlijn zo geschreven dat een circus en een dierenwinkel en andere instellingen zoals een kinderboerderij en een hertenkamp niet te snel onder de werking van de Dierentuinrichtlijn of nationale wetgeving, zoals het Nederlandse Dierentuinenbesluit hoeven te vallen. Ook voor de instellingen die hoofdzakelijk de opvang van dieren tot doel hebben kan zodoende een uitzondering worden opgenomen in nationale wetgeving. De vrijstellingen zijn nader geregeld in de Vrijstellingsregeling Dierentuinenbesluit. Een gevolg van de invoering van de Positieflijst zou kunnen zijn dat meer instellingen die voorheen niet onder het Dierentuinbesluit vielen, alsnog daarvoor kiezen om daarmee zoogdieren, die na de invoering van de positieflijst niet langer meer mogen worden gehouden of waarmee niet langer mag worden gefokt, te kunnen blijven houden en ermee te mogen fokken.

## Inhoud Dierentuinenbesluit
Artikel 1: Hier in staan enkele definities. Van belang is vooral de definitie van een dierentuin. Een dierentuin is een permanente inrichting waar levende diersoorten worden gehouden om gedurende ten minste zeven dagen per jaar te worden tentoongesteld aan het publiek, met uitzondering van inrichtingen waar maximaal 10 diersoorten worden gehouden niet zijnde diersoorten die op grond van de artikelen 4 en 5 van de Flora- en faunawet zijn aangewezen, circussen en dierenwinkels. 
Artikel 4:  Hierin wordt de eis beschreven dat een dierentuin over een dierentuinvergunning moet beschikken.
Artikelen 6 tot en met 11 beschrijven de normen die gelden voor het houden, huisvesten en verzorgen van de dieren. Het ‘houden’ heeft betrekking op de wijze waarop de dieren 
Het ‘huisvesten’ heeft betrekking op de dierenverblijven die bijvoorbeeld veilig moeten zijn voor de dieren die daarin verblijven (geen verwondingen veroorzaken en voldoende bescherming bieden tegen de elementen) maar ook de veiligheid van het publiek kunnen verzekeren. Het ‘verzorgen’ heeft betrekking op de verstrekking van voedsel en water, de schoonmaak van het verblijf en de diergeneeskundige verzorging. Er zijn twee harde eisen de dierentuin moet over een behandelruimte en een quarantaineruimte beschikken.
Artikel 12: Hierin wordt de eis beschreven dat de dierentuin over een beleidsprotocol moet beschikken. In het beleidsprotocol moet worden ingegaan op onder andere de activiteiten met betrekking tot de instandhouding van diersoorten, de transacties met dieren, een noodplan voor ontsnappingen, een voedingsprotocol, een diergeneeskundig verzorgingsprotocol (opgesteld door een dierenarts) en een educatief programma.
Artikel 13: de collectie dieren moet zijn geregistreerd in een register dat minstens één keer per maand bijgewerkt wordt.

## Procedure aanvraag Dierentuinvergunning
Een instelling die een dierentuinvergunning wil verkrijgen dient een aanvraag in bij het ministerie van Landbouw, Natuurbeheer en Visserij. Het ministerie heeft daarvoor een speciaal aanvraagformulier ontwikkeld met specifieke vragen naar de toepassing door de potentiële dierentuin van de normen die worden gesteld door het Dierentuinenbesluit. Dit aanvraagformulier is te vinden op de site van de RVO(Rijksdienst voor Ondernemend Nederland). Verplichte bijlagen bij het aanvraagformulier zijn: een plattegrond, een lijst van de dierencollectie, een organogram, een overzicht van de kwalificaties, kennis en ervaring van de dierverzorgers en een beleidsprotocol. Vervolgens zal na verloop van tijd een visitatiecommissie de dierentuin bezoeken, en een oordeel vellen over in hoeverre de dierentuin aan de normen volgens het Dierentuinenbesluit voldoet. Met behulp van het advies van de visitatiecommissie neemt het ministerie vervolgens een besluit over de afgifte van de dierentuinvergunning.
Wanneer een vergunning is afgegeven zal de AID het park zo nu en dan inspecteren op de verdere naleving van de normen.